# Saint-Germain-Chassenay
Saint-Germain-Chassenay is een gemeente in het Franse departement Nièvre (regio Bourgogne-Franche-Comté) en telt 364 inwoners (2009). De plaats maakt deel uit van het arrondissement Nevers.

## Geografie
De oppervlakte van Saint-Germain-Chassenay bedraagt 23,3 km², de bevolkingsdichtheid is 15,1 inwoners per km².
De onderstaande kaart toont de ligging van Saint-Germain-Chassenay met de belangrijkste infrastructuur en aangrenzende gemeenten.

## Demografie
Onderstaande figuur toont het verloop van het inwonertal (bron: INSEE-tellingen).